# Jesús de Nazaret en el cine
La vida de Jesús de Nazaret según los relatos del Nuevo Testamento, y generalmente desde una perspectiva cristiana, ha sido un tema frecuente en el cine casi desde su misma aparición. De hecho, Jesús de Nazaret, según se constará más adelante, es el personaje más interpretado en producciones cinematográficas.

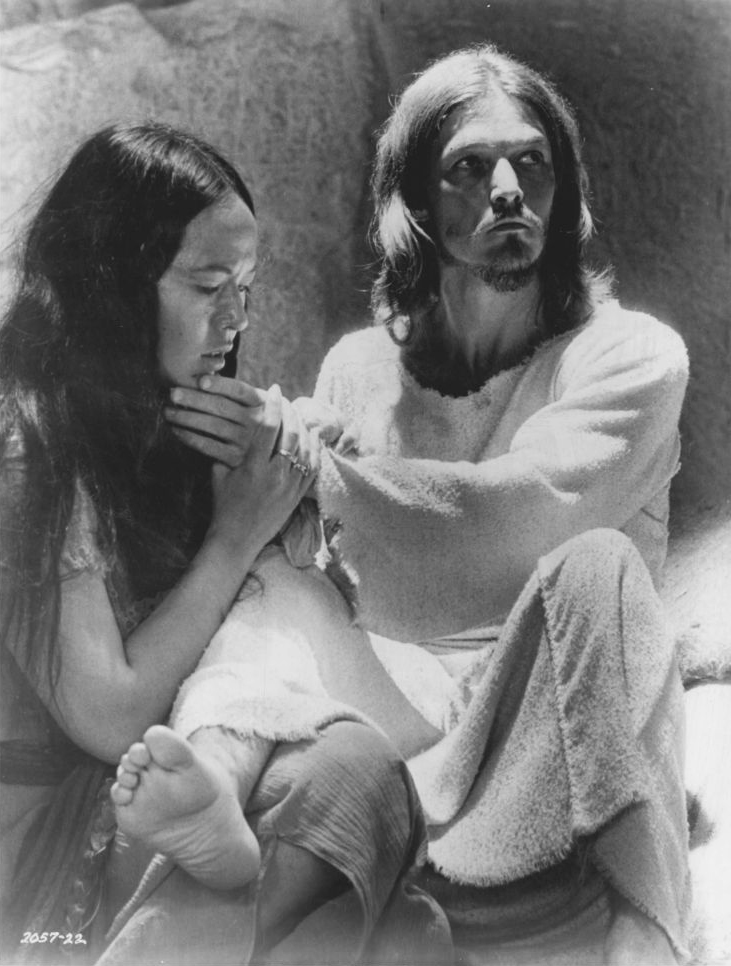
Ted Neeley y Yvonne Elliman, en sus roles de Jesús de Nazaret y María Magdalena en la película Jesus Christ Superstar (1973)

## En el cine mudo
Ya en 1898 la vida de Jesús fue llevada a la pantalla por Georges Hatot y Louis Lumière, en un filme titulado Vida y Pasión de Jesucristo (La vie et la passion de Jésus-Christ). Ese mismo año, Richard G. Hollaman, propietario de un museo de figuras de cera, produjo otra vida de Cristo dirigida por Henry C. Vincent en el tejado del Grand Central Palace de Nueva York. La película, titulada The Passion Play of Oberammergau y acompañada en su estreno de un gran coro musical, fue un extraordinario éxito.
No se quedaría a la zaga la casa Pathé, que en 1902 rodaría bajo las órdenes de Ferdinand Zecca y Lucien Nonguet una versión compuesta por dieciocho escenas o cuadros y que entre ese año y 1904 sería ampliada con diez escenas más. A pesar de que estas películas primigenias sobre la vida y pasión de Jesús de Nazaret estaban compuestas por estáticas imágenes habituales en las artes plásticas, supusieron un considerable avance en el establecimiento del largo metraje cinematográfico. Estrenada en 1905, la versión de Pathé reproducía óleos muy conocidos de la historia de la pintura y se coloreó fotograma a fotograma para obtener una gran sensación de realidad. Esta versión tuvo un éxito permanente, y, aún en 1925 se seguía exhibiendo.
Una versión producida el Reino Unido por la Warwick Company en treinta escenas y otra francesa de Alice Guy y Victorin Jasset, de 1906, titulada La vie du Christ, se sumarían al abundante plantel de pasiones filmadas. Esta última estaba inspirada en las acuarelas que James Tissot pintó en un viaje a Palestina.
Pero para que los cuadros piadosos se convirtieran en narración fílmica hubo que esperar hasta la primera adaptación de la novela Ben-Hur, rodada en 1907, que contenía una intriga protagonizada por personajes secundarios pero que vivían los hechos contemporáneos a Jesús. Esta producción de Sidney Olcott, se inspiraba en un espectacular montaje teatral que se representó en Broadway, Nueva York, en 1899 y en el que caballos reales trotaban sobre una cinta continua. Si bien la versión de Olcott, que acababa de fichar por la Kalem Company, no pudo llegar a la aparatosidad del montaje teatral, sí dio a la historia un aspecto muy cinematográfica, con rodajes en exteriores, que eran la especialidad de esta productora. La carrera de cuadrigas, fue, desde esta primera versión, la secuencia central de esta película, y se convirtió en el centro de atención de la versión de Ben-Hur de 1925, dirigida por Fred Niblo y producida por la recién creada Metro-Goldwyn-Mayer.
Son numerosas las versiones de la vida de Jesús rodadas durante la época del cine mudo, entre ellas uno de los segmentos que forman la célebre Intolerancia, de David Wark Griffith. La versión más conocida de la vida de Jesús en el cine mudo fue la superproducción de Cecil B. DeMille Rey de reyes (1927), estrenada poco antes de la aparición del sonoro. En la última secuencia de la película, que narra la resurrección de Cristo, se utiliza la entonces muy novedosa técnica del Technicolor.

## La época dorada de Hollywood

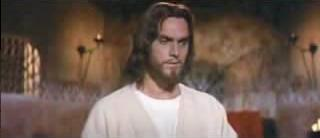
Foto de la cinta Rey de reyes (1961).

En la época de esplendor del cine de Hollywood se llevaron a cabo varias adaptaciones, más o menos fieles, de los relatos evangélicos al cine. Destacan superproducciones como Ben-Hur (William Wyler, 1959), Rey de reyes (Nicholas Ray, 1961) y The Greatest Story Ever Told (George Stevens, 1965). 
En 1977, el italiano Franco Zeffirelli dirigió Jesús de Nazaret, una ambiciosa producción para cine y televisión sobre la vida de Jesús, y es quizás la más vista y una de las más recurrentes en Semana Santa. En esta versión, Jesús es encarnado por el actor británico Robert Powell.

## Otros enfoques originales
En contraste con las anteriores producciones estadounidenses, tenemos otros enfoques de la vida de Cristo.
En los años cincuenta destacan dos muy diferentes películas que aunque abordan planteamientos distintos en la caracterización del personaje central, ambas remiten a la figura de un Jesús de una época contemporánea. Estas son Ordet (1955) de Dreyer, y Nazarín (1958) de Luis Buñuel.
Pier Paolo Pasolini rodó en 1964 El Evangelio según San Mateo, en blanco y negro, y con una escrupulosa fidelidad al texto del evangelio en el que se basa. Diez años más tarde, Roberto Rosselini rodó El Mesías, su última película.
En 1988, Martin Scorsese estrenó La última tentación de Cristo. Película polémica debido a la secuencia en la que Jesús se imagina a sí mismo casándose con María Magdalena en lugar de morir en la cruz (con una breve escena en que ambos, marido y mujer, hacen el amor). La tesis central de la película, tomada de la novela en la que se basa, es que Jesús, a pesar de estar libre de pecado, como hombre estuvo sujeto a todas las tentaciones que atormentan a cualquier persona: miedo, duda, depresión, pereza e incluso deseo sexual, a pesar de lo cual decide finalmente evitar las tentaciones que le plantea el diablo (entre las que se encuentra la de tener una vida normal, con esposa e hijos) y prosigue su misión hasta el fin. Su estreno supuso una enorme polémica por su rechazo por parte de todas las confesiones cristianas.
En 2004 Mel Gibson dirigió y produjo La Pasión de Cristo, protagonizada por James Caviezel. La comunidad judía expresó su inconformidad alegando que la película era antisemita, pero es ampliamente aceptada por la comunidad católica.
El personaje de Jesús ha sido tratado en el cine desde muy variados ángulos. No faltan, por ejemplo, aproximaciones paródicas a la figura del iniciador del cristianismo, como La vida de Brian (Terry Jones, 1979), musicales, como la célebre Jesucristo Superstar (Norman Jewison, 1973), e incluso filmes de animación, como The Miracle Maker (Derek W. Hayes y Stanislav Sokolov, 2000).

## En el cine mexicano
El cine mexicano también ha representado a Jesús de Nazareth varias veces. Por primera vez en 1942, cuando el director español José Díaz Morales filmó Jesús de Nazareth, película protagonizada por José Cibrián, actor argentino. En 1945 Miguel Contreras Torres rodó las cintas María Magdalena: pecadora de Magdala y Reina de Reinas, la Virgen María, ambas protagonizadas por el español Luis Alcoriza. Para 1952, el director Miguel Morayta realizó la cinta que es considerada la más representativa del cine bíblico mexicano, El Mártir del calvario, protagonizada por el también español Enrique Rambal. Hacia 1965, Julio Bracho dirigió El Proceso de Cristo, llevando a Enrique Rocha en el papel de Jesús. El director Miguel Zacarías, filmó en 1969, Jesús el Niño Dios, Leyendas de la Niñez de Nuestro Señor Jesucristo, Jesús, María y José, leyendas de la infancia de Nuestro Señor Jesucristo y, para completar la trilogía, en 1970 fue rodada Jesús Nuestro Señor, con Claudio Brook como Jesucristo, y Rita Macedo como la Virgen María.
Es común ver este tipo de películas durante la Semana Santa en México en las cadenas televisivas.

## Filmografía sobre Cristo
La vida de Jesús de Nazaret a lo largo de tres siglos, ha sido filmada muchas veces, desde cortos y largometrajes, pasando por documentales, musicales , miniseries de televisión y hasta parodias: 

### SigloXIX
| Año  | Película                         | Director                      | Actor (Jesús)    | País           |
| ---- | -------------------------------- | ----------------------------- | ---------------- | -------------- |
| 1897 | The Horitz Passion Play          |                               | Jordan Willochko | Estados Unidos |
| 1897 | La passione di Gesú              | Luigi Topi y Ezio Cristofari  |                  | Italia         |
| 1898 | Vida y Pasión de Jesucristo      | Georges Hatot y Louis Lumière | Bretteau         | Francia        |
| 1898 | The Passion Play of Oberammergau | Henry C. Vincent              | Frank Russell    | Estados Unidos |
| 1898 | Jesús ante Pilatos               | Alice Guy                     |                  | Francia        |
| 1899 | Le Christ marchant sur les flots | Georges Méliès                | Georges Méliès   | Francia        |

### SigloXX
| Año  | Película                                                    | Director                                          | Actor (Jesús)                                            | País                                            |
| ---- | ----------------------------------------------------------- | ------------------------------------------------- | -------------------------------------------------------- | ----------------------------------------------- |
| 1903 | La vida y la pasión de Cristo                               | Lucien Nonguet y Ferdinand Zecca                  |                                                          | Francia                                         |
| 1906 | La Vie du Christ                                            | Alice Guy y Victorin Jasset                       | Édouard Grisollet                                        | Francia                                         |
| 1907 | Ben-Hur                                                     | Sidney Olcott, Frank Oakes Rose y H. Temple       |                                                          | Estados Unidos                                  |
| 1907 | Vie et Passion de N.S Jésus-Christ                          | Ferdinand Zecca                                   |                                                          | Francia                                         |
| 1909 | Le baiser de Judas                                          | Armand Bour y André Calmettes                     | Jean Mounet-Sully                                        | Francia                                         |
| 1911 | The Battle Hymn of the Republic                             | J. Stuart Blackton y Laurence Trimble             | Maurice Costello                                         | Estados Unidos                                  |
| 1911 | Though Your Sins Be as Scarlet                              | Charles Kent                                      | Charles Kent                                             | Estados Unidos                                  |
| 1911 | Jésus de Nazareth                                           | André Calmettes y Henri Desfontaines              |                                                          | Francia                                         |
| 1912 | Il pellegrino                                               | Mario Caserini                                    | Emilio Ghione                                            | Italia                                          |
| 1912 | Herodías y Salomé                                           | Oreste Mentasti                                   | Mario Roncoroni                                          | Italia                                          |
| 1912 | Del pesebre a la cruz                                       | Sidney Olcott                                     | Robert Henderson-Bland Percy Dyer                        | Estados Unidos                                  |
| 1914 | The Last Supper                                             | Lorimer Johnstone                                 | Sydney Ayres                                             | Estados Unidos                                  |
| 1916 | Civilization (La cruz de la humanidad)                      | Reginald Barker, Thomas H. Ince y Raymond B. West | George Fisher                                            | Estados Unidos                                  |
| 1916 | Intolerancia                                                | David Wark Griffith                               | Howard Gaye                                              | Estados Unidos                                  |
| 1916 | Christus                                                    | Giulio Antamoro                                   | Alberto Pasquali                                         | Italia                                          |
| 1917 | Judas                                                       | Febo Mari                                         | M. Vannoti                                               | Italia                                          |
| 1918 | Restitution                                                 | Howard Gaye                                       | Howard Gaye                                              | Estados Unidos                                  |
| 1918 | Maria di Magdala                                            | Aldo Molinari                                     | Guido Guiducci                                           | Italia                                          |
| 1919 | Redención                                                   | Carmine Gallone                                   | Alberto Pasquali                                         | Italia                                          |
| 1921 | Páginas del libro de Satanás                                | Carl Theodor Dreyer                               | Halvard Hoff                                             | Dinamarca                                       |
| 1923 | I.N.R.I.                                                    | Robert Wiene                                      | Gregori Chmara                                           | Alemania                                        |
| 1924 | The Passion Play                                            | Dimitri Buchowetzki                               | Adolph Fassnacht                                         | Alemania                                        |
| 1925 | Ben-Hur                                                     | Fred Niblo                                        | Claude Payton                                            | Estados Unidos                                  |
| 1927 | Rey de reyes                                                | Cecil B. DeMille                                  | H. B. Warner                                             | Estados Unidos                                  |
| 1928 | La agonía de Jerusalén                                      | Julien Duvivier                                   | Lionel Salem                                             | Francia                                         |
| 1928 | Jesus of Nazareth                                           |                                                   | Philip Van Loan                                          | Estados Unidos                                  |
| 1928 | El fin del mundo                                            | Abel Gance                                        | Abel Gance                                               | Francia                                         |
| 1930 | La edad de oro                                              | Luis Buñuel                                       | Lionel Salem                                             | Francia                                         |
| 1935 | Golgotha                                                    | Julien Duvivier                                   | Robert Le Vigan                                          | Francia                                         |
| 1939 | The Great Commandment /El gran mandamiento                  | Irving Pichel                                     | Irving Pichel                                            | EUA                                             |
| 1942 | Jesús de Nazareth                                           | José Díaz Morales                                 | José Cibrián                                             | México                                          |
| 1945 | María Magdalena: Pecadora de Magdala                        | Miguel Contreras Torres                           | Luis Alcoriza                                            | México                                          |
| 1945 | Reina de reinas: La Virgen María                            | Miguel Contreras Torres                           | Luis Alcoriza                                            | México                                          |
| 1949 | The Pilgrimage Play                                         | Frank R. Strayer                                  | Nelson Leigh                                             | Estados Unidos                                  |
| 1949 | The Lawton Story                                            | William Beaudine y Harold Daniels                 | Millard Coody                                            | Estados Unidos                                  |
| 1950 | Mater dei                                                   | Emilio Cordero                                    | Giorgio Costantini                                       | Italia                                          |
| 1951 | Quo vadis?                                                  | Mervyn LeRoy                                      | Robin Hughes                                             | Estados Unidos                                  |
| 1951 | The Westminster Passion Play                                |                                                   | Charles P. Carr                                          | Reino Unido                                     |
| 1951 | The Living Christ Series (Serie El Cristo Vivo)             | John T. Coyle                                     | Robert Wilson                                            | Estados Unidos                                  |
| 1952 | El judas                                                    | Ignacio F. Iquino                                 | Antonio Vilar                                            | España                                          |
| 1952 | El mártir del calvario                                      | Miguel Morayta                                    | Enrique Rambal                                           | México/España                                   |
| 1952 | Jesus the Christ (The Living Bible TV series)               | Edward Dew                                        | Nelson Leigh                                             | Estados Unidos                                  |
| 1953 | I Beheld His Glory (Yo Presencié su Gloria)                 | John T. Coyle                                     | Robert Wilson                                            | Estados Unidos                                  |
| 1953 | La túnica sagrada                                           | Henry Koster                                      | Cameron Mitchell Donald C. Klune                         | Estados Unidos                                  |
| 1953 | El beso de Judas                                            | Rafael Gil                                        | Gabriel Alcover                                          | España                                          |
| 1954 | Ordet                                                       | Carl Theodor Dreyer                               | Henrik Malberg                                           | Dinamarca                                       |
| 1954 | El hijo del hombre                                          | Virgilio Sabel                                    | Eugenio Valenti                                          | Italia                                          |
| 1954 | Day of Triumph (Día de Triunfo)                             | John T. Coyle e Irving Pichel                     | Robert Wilson                                            | Estados Unidos                                  |
| 1957 | El que debe morir                                           | Jules Dassin                                      | Pierre Vaneck                                            | Francia                                         |
| 1958 | The Power of the Resurrection                               | Harold D. Schuster                                | Jon Shepodd                                              | Estados Unidos                                  |
| 1959 | El Redentor /El Salvador /Un hombre tiene que morir /El Amo | Joseph Breen y Fernando Palacios                  | Luis Álvarez                                             | España/Estados Unidos                           |
| 1959 | Ben-Hur                                                     | William Wyler                                     | Claude Heater                                            | Estados Unidos                                  |
| 1961 | Rey de reyes                                                | Nicholas Ray                                      | Jeffrey Hunter                                           | Estados Unidos/España                           |
| 1961 | Barrabás                                                    | Richard Fleischer                                 | Roy Mangano                                              | Italia/Estados Unidos                           |
| 1962 | Poncio Pilatos                                              | Gian Paolo Callegari e Irving Rapper              | John Drew Barrymore                                      | Francia/Italia                                  |
| 1963 | Acto de primavera                                           | Manoel de Oliveira                                | Nicolau Nunes Da Silva                                   | Portugal                                        |
| 1964 | El Evangelio según San Mateo                                | Pier Paolo Pasolini                               | Enrique Irazoqui                                         | Italia                                          |
| 1965 | The Greatest Story Ever Told                                | George Stevens                                    | Max von Sydow                                            | Estados Unidos                                  |
| 1965 | El proceso de Cristo                                        | Julio Bracho                                      | Enrique Rocha                                            | México                                          |
| 1968 | Seduto alla sua destra                                      | Valerio Zurlini                                   | Woody Strode                                             | Italia                                          |
| 1969 | La Vía Láctea                                               | Luis Buñuel                                       | Bernard Verley                                           | Francia                                         |
| 1969 | Hijo del Hombre                                             | Dennis Potter                                     | Colin Blakely                                            | Reino Unido                                     |
| 1969 | Jesús, nuestro Señor                                        | Miguel Zacarías                                   | Claudio Brook                                            | México                                          |
| 1970 | Jesús, el niño Dios                                         | Miguel Zacarías                                   | Alfredo Melhem                                           | México                                          |
| 1970 | Jesús, María y José                                         | Miguel Zacarías                                   | José Alberto Castro Jorge España David Bravo             | México                                          |
| 1971 | A vida de Jesus Cristo                                      | José Regattieri                                   | Hemir Valmassori                                         | Brasil                                          |
| 1971 | Pilato y los demás                                          | Andrzej Wajda                                     | Wojciech Pszoniak                                        | Alemania                                        |
| 1972 | Greaser's Palace                                            | Robert Downey                                     | Allan Arbus                                              | Estados Unidos                                  |
| 1973 | Jesus (1973)                                                | P.A. Thomas                                       | Murali Das                                               | India                                           |
| 1973 | Godspell                                                    | David Greene                                      | Victor Garber                                            | Estados Unidos                                  |
| 1973 | Gospel Road: A Story of Jesus                               | Robert Elfstrom                                   | Robert Elfstrom                                          | Estados Unidos                                  |
| 1973 | Jesucristo Superstar                                        | Norman Jewison                                    | Ted Neeley                                               | Estados Unidos                                  |
| 1973 | Proceso a Jesús                                             | José Luis Sáenz de Heredia                        |                                                          | España                                          |
| 1974 | The Thorn                                                   | Peter Alexander                                   | John Bassberger                                          | Estados Unidos                                  |
| 1975 | El Mesías                                                   | Roberto Rossellini                                | Pier Maria Rossi                                         | Italia                                          |
| 1976 | The Passover Plot                                           | Michael Campus                                    | Zalman King                                              | Estados Unidos                                  |
| 1976 | Gordos e magros                                             | Mario Carneiro                                    | Wilson Grey                                              | Brasil                                          |
| 1977 | El elegido                                                  | Servando González                                 | Juan Ángel Martínez                                      | México                                          |
| 1977 | Jesús de Nazaret                                            | Franco Zeffirelli                                 | Lorenzo Monet(Jesús 12 años) Robert Powell(Jesús adulto) | Italia/Reino Unido                              |
| 1978 | Karunamayudu                                                | A. Bhimsingh y Christopher Coelho                 | Vijayachander Telidevara                                 | India                                           |
| 1978 | La passion (TV)                                             | Raoul Sangla                                      | Alain Claessens                                          | Francia                                         |
| 1979 | La vida de Brian                                            | Terry Jones                                       | Kenneth Colley                                           | Reino Unido                                     |
| 1979 | In Search of Historic Jesus(En Busca del Jesús Histórico)   | Henning Schellerup                                | John Rubinstein                                          | Estados Unidos                                  |
| 1980 | La vida pública de Jesús                                    | John Krish y Peter Sykes                          | Brian Deacon                                             | Estados Unidos                                  |
| 1980 | La vida de nuestro Señor Jesucristo                         | Miguel Zacarías                                   | Claudio Brook                                            | México                                          |
| 1980 | El día que Cristo murió (TV)                                | James Cellan Jones                                | Chris Sarandon                                           | Estados Unidos                                  |
| 1980 | Il ladrone                                                  | Pasquale Festa Campanile                          | Claudio Cassinelli                                       | Italia                                          |
| 1981 | Lucifer                                                     | Frank LaLoggia                                    | Jeff Richter                                             | Estados Unidos                                  |
| 1981 | La loca historia del Mundo                                  | Mel Brooks                                        | John Hurt                                                | Estados Unidos                                  |
| 1985 | Yo te saludo, María                                         | Jean-Luc Godard                                   | Malachi Jara Kohan                                       | Francia                                         |
| 1985 | A.D. Anno Domini (TV)                                       | Stuart Cooper                                     | Michael Wilding, Jr.                                     | Reino Unido                                     |
| 1986 | Una historia que comenzó hace dos mil años                  | Damiano Damiani                                   |                                                          | Italia                                          |
| 1986 | Jesus - Der Film                                            | Michael Brynntrup                                 | Michael Brynntrup                                        | Alemania                                        |
| 1987 | Un niño llamado Jesús (TV)                                  | Franco Rossi                                      | Matteo Bellina Alessandro Gassman                        | Italia                                          |
| 1987 | Según Poncio Pilatos                                        | Luigi Magni                                       | Carlo Panchetti                                          | Italia                                          |
| 1988 | La última tentación de Cristo                               | Martin Scorsese                                   | Willem Dafoe                                             | Estados Unidos                                  |
| 1989 | Jesús de Montreal                                           | Denys Arcand                                      | Lothaire Bluteau                                         | Canadá/Francia                                  |
| 1990 | Judas                                                       | Rafael Lanuza                                     | José A. Díaz                                             | Guatemala                                       |
| 1991 | Johannes-Passion                                            | Hugo Niebeling                                    | Christoph Quest                                          | Alemania                                        |
| 1993 | The Visual Bible: Matthew                                   | Regardt van den Bergh                             | Bruce Marchiano                                          | Sudáfrica                                       |
| 1995 | Marie de Nazareth                                           | Jean Delannoy                                     | Didier Bienaimé                                          | Francia                                         |
| 1995 | Así en el cielo como en la tierra                           | José Luis Cuerda                                  | Jesús Bonilla                                            | España                                          |
| 1995 | El Revolucionario (TV)                                      | Robert Marcarelli                                 | John Kay Steel                                           | Estados Unidos                                  |
| 1996 | Kristo                                                      | Ben Yalung                                        | Mat Ranillo III                                          | Filipinas                                       |
| 1996 | La Última Semana (miniserie)                                | Lucas Bueno                                       | Dênis Derkian                                            | Brasil                                          |
| 1996 | Jesús un Reino sin fronteras (serie animada)                | RAI, Mondo TV                                     |                                                          | Italia                                          |
| 1998 | Los jardines del Edén                                       | Alessandro D'Alatri                               | Kim Rossi Stuart                                         | Italia                                          |
| 1999 | María, madre de Jesús (TV)                                  | Kevin Connor                                      | Christian Bale Toby Bailiff Gabor Gulyas                 | Estados Unidos                                  |
| 1999 | Jesus (TV)                                                  | Roger Young                                       | Jeremy Sisto Josh Maguire Miles C. Hobson                | República Checa/Italia/ Alemania/Estados Unidos |
| 1999 | Jesús (TV)                                                  | Serge Moati                                       | Arnaud Giovaninetti                                      | Francia                                         |
| 2000 | Secondo Giovanni                                            | Bibi Bozzato                                      | Lorenzo Soccoli                                          | Italia                                          |
| 2000 | El hombre que hacía milagros                                | Derek W. Hayes y Stanislav Sokolov                | Ralph Fiennes, voz Adam Welsh, voz                       | Reino Unido/Rusia                               |
| 2000 | Jesucristo Superstar (TV)                                   | Gale Edwards                                      | Glenn Carter                                             | Estados Unidos                                  |
| 2000 | Story of Jesus for children                                 | John Schmidt                                      | Brandon Gilberstadt                                      | Estados Unidos                                  |
| 2000 | O Auto da Compadecida                                       | Guel Arraes                                       | Maurício Gonçalves                                       | Brasil                                          |
| 2000 | Maria, figlia del suo figlio /María, Madre de Jesús (TV)    | Fabrizio Costa                                    | Nicholas Rogers                                          | Italia                                          |

### SigloXXI
| Año            | Película                                      | Director                                                                  | Actor (Jesús)                     | País                                   |
| -------------- | --------------------------------------------- | ------------------------------------------------------------------------- | --------------------------------- | -------------------------------------- |
| 2001           | Serie TV. Gli amici di Gesú (Close to Jesús ) | Raffaele Mertes, Elisabetta Marchetti                                     | Danny Quinn                       | Estados Unidos/Italia/ Alemania        |
| 2001           | The Cross                                     | Lance Tracy                                                               | Larry Salberg                     | Estados Unidos                         |
| 2001           | Jesucristo cazavampiros                       | Lee Demarbre                                                              | Phil Caracas                      | Canadá                                 |
| 2003           | The Gospel of John                            | Philip Saville                                                            | Henry Ian Cusick                  | Canadá/Reino Unido                     |
| 2003           | Maria, Mae do Filho de Deus                   | Moacyr Góes                                                               | Luigi Baricelli Bruno Cariati     | Brasil                                 |
| 2004           | La Pasión de Cristo                           | Mel Gibson                                                                | James Caviezel                    | Estados Unidos                         |
| 2004           | Judas (TV)                                    | Charles Robert Carner                                                     | Jonathan Scarfe                   | Estados Unidos                         |
| 2005           | Mary                                          | Abel Ferrara                                                              | Matthew Modine                    | Estados Unidos                         |
| 2006           | Jesús, el Peregrino de la Luz                 | Juan Carlos Sánchez                                                       | Pablo Moreno                      | España                                 |
| 2006           | Natividad                                     | Catherine Hardwicke                                                       |                                   | Estados Unidos                         |
| 2006           | Color of the Cross                            | Jean-Claude La Marre                                                      | Jean Claude La Marre              | Estados Unidos                         |
| 2006           | La Sagrada Familia(serie tv)                  | Raffaele Mertes                                                           | Brando Pacitto                    | Italia                                 |
| 2007           | En busca de la tumba de Cristo                | Giulio Base                                                               | Fabrizio Bucci                    | Italia/Bulgaria/ Estados Unidos/España |
| 2007           | Uno de vosotros me traicionará                | Óscar Parra de Carrizosa y Mario Bravo                                    | Ramiro Melgar                     | España                                 |
| 2007           | La Pasión (TV)                                | Michael Offer                                                             | Joseph Mawle                      | Reino Unido                            |
| 2007           | The Easter Experience (TV Series)             | Shane Sooter                                                              | Shane Sooter                      | Estados Unidos                         |
| 2008           | Color of the Cross 2: The Resurrection        | Jean-Claude La Marre                                                      | Jean Claude La Marre              | Estados Unidos                         |
| 2010           | Ben-Hur (miniserie)                           | Steve Shill                                                               | Julian Casey                      | Reino Unido/Canadá                     |
| 2010           | El discípulo                                  | Emilio Ruiz Barrachina                                                    | Joel West                         | España                                 |
| 2011           | The Life of Jesus Christ (TV serie)           | Bruce Neibaur                                                             | John Foss                         | Estados Unidos                         |
| 2011           | My Last Day                                   | Barry Cook                                                                | Salvador Delgado (doblaje latino) | Estados Unidos-Japón                   |
| 2012           | María de Nazareth (Serie de Televisión)       | Giacomo Campiotti                                                         | Andreas Pietschmann               | Italia                                 |
| 2013           | Judas (película de 2013)                      | Andrey Bogatyrev                                                          | Andrey Barilo                     | Rusia                                  |
| 2014           | Hijo de Dios                                  | Christopher Spencer                                                       | Diogo Morgado                     | Estados Unidos                         |
| 2014           | The Savior                                    | Robert Savo                                                               | Shredi Jabarin                    | Palestina / Jordania / Bulgaria        |
| 2014           | La espina de Dios                             | Óscar Parra de Carrizosa                                                  | Sergio Raboso                     | España                                 |
| 2014-15        | Milagres de Jesus(TV serie)                   | João Camargo                                                              | Flávio Rocha                      | Brasil                                 |
| 2014-16        | Los evangelios de Mateo, Marcos, Lucas, Juan  | David Batty                                                               | Selva Rasalingam                  | Marruecos                              |
| 2015           | Mi hijo, mi Salvador                          | Steve Boettcher                                                           | Bruce Marchiano                   | Estados Unidos                         |
| 2015           | Killing Jesus (TV)                            | Christopher Menaul                                                        | Haaz Sleiman                      | Estados Unidos                         |
| 2015           | Last Days in the Desert                       | Rodrigo García Barcha                                                     | Ewan McGregor                     | Estados Unidos                         |
| 2015           | Santiago Apóstol                              | Alan Coton                                                                | José Narváez                      | España                                 |
| 2015           | A.D. The Bible Continues                      | Ciaran Donnelly, Tony Mitchell, Rob Evans, Brian Kelly y Paul Wilmshurst. | Juan Pablo Di Pace                | Estados Unidos                         |
| 2016           | Risen                                         | Kevin Reynolds                                                            | Cliff Curtis                      | Estados Unidos                         |
| 2016           | The Young Messiah                             | Cyrus Nowrasteh                                                           | Adam Greaves-Neal                 | Estados Unidos                         |
| 2016           | Ben-Hur (película de 2016)                    | Timur Bekmambetov                                                         | Rodrigo Santoro                   | Estados Unidos                         |
| 2016           | 40 Nights                                     | Jesse Low                                                                 | DJ Perry                          | Estados Unidos                         |
| 2017- presente | The Chosen (serie de televisión)              | Dallas Jenkins                                                            | Jonathan Roumie                   | Estados Unidos                         |
| 2018           | Mary Magdalene                                | Garth Davis                                                               | Joaquin Phoenix                   | Estados Unidos/Australia               |
| 2018           | Jesús (telenovela)                            | Edgard Miranda                                                            | Dudu Azevedo                      | Brasil                                 |
| 2019           | Jesús de Nazareth (película de 2019)          | Rafael Lara                                                               | Julian Gil                        | Colombia/España                        |
| 2019-          | Jesus: His Life                               | Adrian McDowal, Ashley Pearce                                             | Greg Barnett                      | Inglaterra                             |
| 2019           | O Filho do Homen                              | Alexandre Machafer                                                        | Allan Ralph                       | Brasil                                 |
| 2020           | The Penitent Thief                            | Lucas Miles                                                               | David Flannigan                   | Estados Unidos                         |
| 2020           | 40: The Temptation of Christ                  | Douglas James Vail                                                        | Shayan Ardalan                    | Estados Unidos                         |
| 2020           | Yeshu, serie de televisión                    | Arvind Babbal                                                             | Vivaan Shah                       | India                                  |
| 2025           | The Last Supper                               | Mauro Borelli                                                             | Jamie Ward                        | Estados Unidos                         |
| 2025           | The King of Kings                             | Seong- ho Jang                                                            | Oscar Isaac                       | Estados Unidos                         |
| 2027           | La pasión de Cristo: Resurrección             | Mel Gibson                                                                | Jim Caviezel                      | Estados Unidos                         |